# Chari-Baguirmi
Chari-Baguirmi ist eine Provinz des Tschad und entspricht einem Großteil der vormaligen Präfektur gleichen Namens, deren nördlicher Teil seit 2002 eine eigene Provinz Hadjer-Lamis bildet. Hauptstadt der Provinz ist Massenya.

## Geographie
Chari-Baguirmi liegt im Westen des Landes an der Grenze zu Kamerun und erstreckt sich über eine Fläche von 45.000 km². Benannt ist die Provinz nach dem Fluss Chari (Schari), der sie durchfließt, und nach dem historischen Baguirmi-Reich auf dem Gebiet. In der Provinz liegen die Plaine de Massenya, einem bedeutenden Feuchtgebiet der Sahelzone und das seit 2008 ein Schutzgebiet der Ramsar-Konvention ist. Kleinere Teile des Plaines d’inondation du Logone et les dépressions Toupouri liegen in der Provinz, eines weiteren Schutzgebietes der Ramsar-Konvention.

### Untergliederung
Chari-Baguirmi ist in vier Départements eingeteilt:
| Département | Hauptort | Unterpräfekturen                               |
| ----------- | -------- | ---------------------------------------------- |
| Baguirmi    | Massenya | Massenya, Billi, Bodoro, Mandjafa              |
| Chari       | Mandélia | Mandélia, Koundoul, La Loumia, Lougoun-Gana    |
| Loug-Chari  | Bousso   | Bousso, Bogomoro, Ba-illi, Kouno, Mogo, Mbarlé |
| Dourbali    | Dourbali | Maï-aich, Dourbali, Ligna, Bougoumene          |

## Bevölkerung
Die Einwohnerzahl lag 1993 bei etwa 323.066, 2009 bei 578.425. Ethnien in Chari-Baguirmi sind tschadische Araber (Schua-Araber), Peul, Barma, Kanuri und Ngambay.